# 豊津中継局
豊津テレビ中継局（とよつテレビちゅうけいきょく）は、福岡県京都郡みやこ町に置かれているテレビ中継局。

## 所在地
- 京都郡みやこ町大字光冨字上の山982番地

## 開局年月日
- NHKアナログ…1976年（昭和51年）3月24日
- KBCアナログ…1987年（昭和62年）3月19日
- RKB・NC・FBSアナログ…1987年（昭和62年）3月30日
- TVQを含むデジタル…2010年（平成22年）4月15日

## 送信施設概要

### 地上デジタルテレビジョン放送送信設備
| 放送局名        | 物理 チャンネル | 物理 チャンネル | リモコン キーID | 空中線 電力 | ERP   | 放送対象地域 | 放送区域内 世帯数 | 偏波     |
| 放送局名        | リパック前のch  | リパック後のch  | リモコン キーID | 空中線 電力 | ERP   | 放送対象地域 | 放送区域内 世帯数 | 偏波     |
| --------------- | --------------- | --------------- | --------------- | ----------- | ----- | ------------ | ----------------- | -------- |
| NHK北九州総合   | 55              | 36              | 3               | 100mW       | 210mW | 福岡県東部   | 1170世帯          | 垂直偏波 |
| NHK北九州教育   | 58              | 33              | 2               | 100mW       | 210mW | 全国         | 1170世帯          | 垂直偏波 |
| RKB毎日放送     | 22              | 変更無し        | 4               | 100mW       | 210mW | 福岡県       | 1170世帯          | 垂直偏波 |
| KBC九州朝日放送 | 44              | 変更無し        | 1               | 100mW       | 200mW | 福岡県       | 1170世帯          | 垂直偏波 |
| TNCテレビ西日本 | 39              | 変更無し        | 8               | 100mW       | 200mW | 福岡県       | 1170世帯          | 垂直偏波 |
| FBS福岡放送     | 47              | 変更無し        | 5               | 100mW       | 190mW | 福岡県       | 1170世帯          | 垂直偏波 |
| TVQ九州放送     | 52              | 変更無し        | 7               | 100mW       | 185mW | 福岡県       | 1170世帯          | 垂直偏波 |

- TVQは、アナログ放送で開局されなかったため、デジタル新局で開局。
- 2010年（平成22年）2月26日に予備免許交付、3月23日から4月14日まで試験放送実施、4月6日に本免許交付。

#### 備考
- 主な受信エリアは京都郡みやこ町と京都郡みやこ町の一部。行橋中継局または北九州中継局の電波が届きにくい地域をカバーしている。
- 周波数変更（リパック）は、2011年（平成23年）10月3日に実施。地上デジタルテレビジョン放送局チャンネル変更予定表 (PDF)

### 地上アナログテレビジョン放送送信設備
| 放送局名        | チャンネル | 空中線電力       | ERP                | 放送対象地域 | 放送区域内世帯数 | 偏波     |
| --------------- | ---------- | ---------------- | ------------------ | ------------ | ---------------- | -------- |
| NHK北九州総合   | 36+        | 映像1W 音声250mW | 映像2.2W 音声560mW | 福岡県東部   | 約-世帯          | 水平偏波 |
| NHK北九州教育   | 33+        | 映像1W 音声250mW | 映像2.2W 音声560mW | 全国         | 約-世帯          | 水平偏波 |
| RKB毎日放送     | 51         | 映像1W 音声250mW | 映像2.2W 音声560mW | 福岡県       | 約-世帯          | 水平偏波 |
| KBC九州朝日放送 | 48         | 映像1W 音声250mW | 映像2.2W 音声560mW | 福岡県       | 約-世帯          | 水平偏波 |
| TNCテレビ西日本 | 41+        | 映像1W 音声250mW | 映像2.2W 音声560mW | 福岡県       | 約-世帯          | 水平偏波 |
| FBS福岡放送     | 25         | 映像1W 音声250mW | 映像2.2W 音声560mW | 福岡県       | 約-世帯          | 水平偏波 |

- 2011年（平成23年）7月24日の停波を以って廃局。
- TVQにはチャンネルが割り当てられていなかった。

## 放送エリアに関する備考
- 主な受信エリアは京都郡みやこ町。行橋中継局または八幡（北九州）放送所の電波が届きにくい地域をカバーしている。